# NGC 1566
NGC 1566 (другие обозначения — ESO 157-20, IRAS04189-5503, PGC 14897) — спиральная галактика с перемычкой (SBbc) в созвездии Золотая Рыба.
Этот объект входит в число перечисленных в оригинальной редакции «Нового общего каталога».
В галактике вспыхнула сверхновая SN 2010el типа Ia-p, её пиковая видимая звездная величина составила 16,8.
Галактика NGC 1566 входит в состав группы галактик Dorado.